# Atryn
Atryn é o nome comercial do medicamento anticoagulante produzido a partir de leite de cabra transgênico, desenvolvido pela GTC Biotherapeutics. Atryn é o primeiro medicamento do mundo de origem de animais geneticamente modificados.